# Предельно допустимый выброс
Предельно допустимый выброс (ПДВ) — норматив предельно допустимого выброса вредного (загрязняющего) вещества в атмосферный воздух, который устанавливается для стационарного источника загрязнения атмосферного воздуха с учетом технических нормативов выбросов и фонового загрязнения атмосферного воздуха при условии непревышения данным источником гигиенических и экологических нормативов качества атмосферного воздуха, предельно допустимых (критических) нагрузок на экологические системы, других экологических нормативов.
На основании п. 1 ст. 14. ФЗ от 04.05.1999 г. № 96-ФЗ «Об охране атмосферного воздуха» «выброс вредных (загрязняющих) веществ в атмосферный воздух стационарным источником допускается на основании разрешения, выданного территориальным органом специально уполномоченного федерального органа исполнительной власти в области охраны атмосферного воздуха в порядке, определенном Правительством Российской Федерации».
Ответственность:
Статья 8.1. КоАП РФ. Несоблюдение экологических требований при территориальном планировании, градостроительном зонировании, планировке территории, архитектурно-строительном проектировании, строительстве, капитальном ремонте, реконструкции, вводе в эксплуатацию, эксплуатации, выводе из эксплуатации зданий, строений, сооружений и иных объектов капитального строительства — влечет предупреждение или наложение административного штрафа на граждан в размере от одной тысячи до двух тысяч рублей; на должностных лиц — от двух тысяч до пяти тысяч рублей; на юридических лиц — от двадцати тысяч до ста тысяч рублей.
Часть 1 ст. 8.21. Выброс вредных веществ в атмосферный воздух или вредное физическое воздействие на него без специального разрешения — влечет наложение административного штрафа на граждан в размере от двух тысяч до двух тысяч пятисот рублей; на должностных лиц — от сорока тысяч до пятидесяти тысяч рублей; на лиц, осуществляющих предпринимательскую деятельность без образования юридического лица, — от тридцати тысяч до пятидесяти тысяч рублей или административное приостановление деятельности на срок до девяноста суток; на юридических лиц — от ста восьмидесяти тысяч до двухсот пятидесяти тысяч рублей или административное приостановление деятельности на срок до девяноста суток.